# Lola Odusoga
 (février 2017).
Si vous disposez d'ouvrages ou d'articles de référence ou si vous connaissez des sites web de qualité traitant du thème abordé ici, merci de compléter l'article en donnant les références utiles à sa vérifiabilité et en les liant à la section « Notes et références ».
Lola Odusoga, devenue Lola Wallinkoski, née le 30 juin 1977 à Turku en Finlande, est une mannequin et femme politique finlandaise, connue pour être Miss Finlande 1996.

## Biographie
Elle est née d'un père nigérien et d'une mère finlandaise, à Turku en Finlande le 30 juin 1977.
En février 1996, Lola remporte le titre de Miss Finlande à l'âge de 18 ans, ce qui va l'inciter à participer à l'élection de Miss Univers 1996, elle obtiendra la troisième place, le meilleur classement depuis le sacre d'Anne Marie Pohtamo, Miss Univers 1975.
Depuis 2015, elle est membre du parlement finlandais, l'Eduskunta.

## Vie privée
Elle épouse Jarkko Wallinkoski le 12 août 2005, avec qu'ils ont une fille, Denise Patricia née 2004 et un fils, Sylvester Ilmari Jalmari né en juillet 2006.
Le couple a divorcé en 2015.